# اسکی آلپاین در المپیک زمستانی ۱۹۹۸
اسکی آلپاین در بازی‌های المپیک زمستانی ۱۹۹۸ شامل ده رویداد بود که از ۱۹ تا ۲۱ فوریه ۱۹۹۸ در شیگا کوگن و هاکوبا هاپونه برگزار شد.

## مدال‌ها

### جدول مدال‌ها
منبع
| رتبه           | کشور                      | طلا | نقره | برنز | مجموع |
| -------------- | ------------------------- | --- | ---- | ---- | ----- |
| ۱              | اتریش (AUT)               | ۳   | ۴    | ۴    | ۱۱    |
| ۲              | آلمان (GER)               | ۳   | ۱    | ۲    | ۶     |
| ۳              | نروژ (NOR)                | ۱   | ۳    | ۰    | ۴     |
| ۴              | ایتالیا (ITA)             | ۱   | ۱    | ۰    | ۲     |
| ۵              | فرانسه (FRA)              | ۱   | ۰    | ۱    | ۲     |
| ۶              | ایالات متحده آمریکا (USA) | ۱   | ۰    | ۰    | ۱     |
| ۷              | سوئیس (SUI)               | ۰   | ۱    | ۱    | ۲     |
| ۸              | سوئد (SWE)                | ۰   | ۱    | ۰    | ۱     |
| ۹              | استرالیا (AUS)            | ۰   | ۰    | ۱    | ۱     |
| مجموع (۹ کشور) | مجموع (۹ کشور)            | ۱۰  | ۱۱   | ۹    | ۳۰    |